# Sibon anthracops
Sibon anthracops är en ormart som beskrevs av Cope 1868. Sibon anthracops ingår i släktet Sibon och familjen snokar. Inga underarter finns listade i Catalogue of Life.
Arten förekommer i Centralamerika från Guatemala och Honduras till Costa Rica. Honor lägger ägg.